# China Open 2012 (golf)
Het Volvo China Open is een golftoernooi van de OneAsia Tour en Europese PGA Tour. In 2012 werd de 18e editie gespeeld van 19-22 april op de Binhai Lake Golf Club. Het prijzengeld was US$ 3.100.000 (RMB 20.000.000), waarvan de winnaar US$ 500.000 kreeg.
De Binhai Lake Golf Club is de nieuwe aanwinst van Tianjin. De North Course werd ontworpen door Pete Dye. Alle grond werd eerst afgegraven, daarna werd er een schiereiland van gemaakt waardoor tien holes aan het meer liggen en erg windgevoelig zijn. Vanwege de wind zijn de fairways breder dan normaal gemaakt.

## Verslag
Het is in China zes uren later dan CET.

### Ronde 1
Matthew Baldwin stond op de reservelijst en hoorde pas net voor het toernooi dat hij mee mocht doen.
Robert-Jan Derksen en Joost Luiten speelden in de ochtendronde en beiden maakten een goede score. Derksen maakte vier birdies en Luiten maakte ondanks een dubbelbogey zelfs een ronde van -6. Nicolas Colsaerts maakte 's middags ook een ronde van -4.

### Ronde 2
Nicolas Colsaerts maakte vanochtend een ronde van -5 en ging met een totaal van -9 voorlopig aan de leiding. Een mooie uitgangspositie om zijn titel te verdedigen. 's Middags werd hij ingehaald door Gary Boyd en Jean-Baptiste Gonnet, die beiden op -11 eindigden, en Branden Grace, die op -10 kwam. Zeventig spelers kwalificeerden zich voor het weekend, inclusief twee Chinezen, Wen-yi Huang en Lian-wei Zhang, die samen met -4 op de 29ste plaats staan.

### Ronde 3
Het werd een ronde met veel goede scores. Fredrik Andersson Hed verbeterde al vroeg het toernooirecord en maakte een foutloze ronde van -8. Daarmee ging hij voorlopig aan de leiding. Joost Luiten had toen al tien holes gespeeld en was naar -10 opgeklommen. Alexander Norén was een uur later gestart. Hij had in 15 holes al 9 birdies gemaakt, kwam naast zijn landgenoot aan de leiding, en eindigde met een score van 63, weer een nieuw toernooirecord. Branden Grace, die een paar maanden geleden via de Tourschool een spelerskaart kreeg, heeft in 2012 al twee toernooien gewonnen en staat nummer 6 op de Race To Dubai. Hier ging hij met een eagle op hole 6 aan de leiding en verruimde daarna zijn voorsprong. Toch werd hij nog bijna ingehaald door Fabrizio Zanotti, die ook een ronde van 64 maakte, en Nicolas Colsaerts, die op hole 15 ook op -14 kwam te staan. Joost Luiten maakte 68 en viel net buiten de top-10.
De spelers die maar twee of drie onder par speelden, zakten in het klassement.

### Ronde 4
Branden Grace en Nicolas Colsaerts speelden samen in de laatste flight en eindigden met drie slagen verschil, zoals ze ook begonnen, dus Branden Grace behaalde zijn derde overwinning van dit seizoen. Derksen en Luiten eindigden samen op de 18de plaats. De beste Chinese speler was Wen-yi Huang, hij eindigde met -5 op de 52ste plaats.
- Volledige uitslag

| Naam                  | R1 | R1  | Stand | R2 | R2  | Totaal | Stand | R3 | R3 | Totaal | Stand | R4 | R4  | Totaal | Stand |
| --------------------- | -- | --- | ----- | -- | --- | ------ | ----- | -- | -- | ------ | ----- | -- | --- | ------ | ----- |
| Branden Grace         | 67 | -5  | T8    | 67 | -5  | -10    | 3     | 64 | -8 | -18    | 1     | 69 | -3  | -21    | 1     |
| Nicolas Colsaerts     | 68 | -4  | T14   | 67 | -5  | -9     | 4     | 66 | -6 | -15    | 2     | 69 | -3  | -18    | 2     |
| Richard Finch         | 67 | -5  | T8    | 73 | +1  | -4     | T29   | 65 | -7 | -11    | T12   | 66 | -6  | -17    | 3     |
| Victor Dubuisson      | 69 | -3  | T21   | 68 | -4  | -7     | T9    | 68 | -4 | -11    | T12   | 67 | -5  | -16    | T4    |
| George Coetzee        | 72 | par | T82   | 67 | -5  | -5     | T24   | 64 | -8 | -13    | T4    | 69 | -3  | -16    | T4    |
| Ricardo Gonzalez      | 68 | -4  | T14   | 73 | +1  | -3     | T     | 65 | -7 | -10    | T15   | 67 | -5  | -15    | T6    |
| Fabrizio Zanotti      | 70 | -2  | T44   | 68 | -4  | -6     | T16   | 64 | -8 | -14    | 3     | 71 | -1  | -15    | T6    |
| Alexander Norén       | 68 | -4  | T14   | 72 | par | -4     | T29   | 63 | -9 | -13    | T4    | 70 | -2  | -15    | T6    |
| Marcus Fraser         | 67 | -5  | T8    | 69 | -3  | -8     | T12   | 67 | -5 | -13    | T4    | 70 | -2  | -15    | T6    |
| Francesco Molinari    | 72 | par | T82   | 65 | -7  | -7     | T9    | 67 | -5 | -12    | T9    | 69 | -3  | -15    | T6    |
| Ignacio Garrido       | 67 | -5  | T8    | 69 | -3  | -8     | T12   | 67 | -5 | -13    | T4    | 71 | -1  | -14    | T11   |
| Matthew Baldwin       | 65 | -7  | 1     | 73 | +1  | -6     | T16   | 70 | -2 | -8     | T29   | 67 | -5  | -13    | T14   |
| Jean-Baptiste Gonnet  | 66 | -6  | T2    | 67 | -5  | -11    | T1    | 70 | -2 | -13    | T4    | 72 | par | -13    | T14   |
| Joost Luiten          | 66 | -6  | T2    | 71 | -1  | -7     | T9    | 68 | -4 | -11    | T12   | 71 | -1  | -12    | T18   |
| Jbe' Kruger           | 66 | -6  | T2    | 72 | par | -6     | T16   | 69 | -3 | -9     | T21   | 69 | -3  | -12    | T18   |
| Robert-Jan Derksen    | 68 | -4  | T14   | 69 | -3  | -7     | T9    | 69 | -3 | -10    | T15   | 70 | -2  | -12    | T18   |
| Fredrik Andersson Hed | 66 | -6  | T2    | 74 | +2  | -4     | T29   | 64 | -8 | -12    | T9    | 73 | +1  | -11    | T23   |
| Gary Boyd             | 66 | -6  | T2    | 67 | -5  | -11    | T1    | 71 | -1 | -12    | T9    | 74 | +2  | -10    | T29   |
| Scott Strange         | 66 | -6  | T2    | 71 | -1  | -7     | T9    | 69 | -3 | -10    | T15   | 72 | par | -10    | T29   |

| Leider |  | Toernooirecord |

## De spelers
| Europese Tour - Felipe Aguilar - Fredrik Andersson Hed - Kiradech Aphibarnrat - Matthew Baldwin - Grégory Bourdy - Gary Boyd - Markus Brier - Rafael Cabrera Bello - Jorge Campillo - Alejandro Cañizares - Paul Casey (2006) - Shiv Chowrasia - George Coetzee - Robert Coles - Nicolas Colsaerts (2011) - Rhys Davies - Carlos Del Moral - Robert-Jan Derksen - Andrew Dodt - Jamie Donaldson - Bradley Dredge - David Drysdale - Victor Dubuisson - Simon Dyson - Johan Edfors - Kenneth Ferrie - Richard Finch - Oliver Fisher - Ross Fisher - Tommy Fleetwood - Oscar Florén - Mark Foster - Marcus Fraser - Lorenzo Gagli - Stephen Gallacher - Ignacio Garrido - Jean-Baptiste Gonnet - Ricardo González - Tano Goya - Branden Grace - Richard Green - Todd Hamilton - Søren Hansen - Peter Hanson - Peter Hedblom - Michael Hendry - Tetsuji Hiratsuka - Michael Hoey - Keith Horne - David Horsey | - David Howell - Mikko Ilonen - Scott Jamieson - Richard S Johnson - Michael Jonzon - Simon Khan - Søren Kjeldsen - Jbe' Kruger - José Manuel Lara - Pablo Larrazábal - Paul Lawrie - Peter Lawrie - Tom Lewis - Shane Lowry - Joost Luiten - Pablo Martín - Gareth Maybin - Richard McEvoy - Edoardo Molinari - Francesco Molinari - Colin Montgomerie - James Morrison - George Murray - Christian Nilsson - Alexander Norén - Steven O'Hara - Thorbjørn Olesen - Hennie Otto - Andrea Pavan - Ian Poulter - Julien Quesne - Richie Ramsay - Brett Rumford - Ricardo Santos - Marcel Siem - Jeev Milkha Singh - Joel Sjöholm - Richard Sterne - Graeme Storm - Jaco Van Zyl - Anthony Wall - Marc Warren - Romain Wattel - Steve Webster - Peter Whiteford - Danny Willett - Chris Wood - Fabrizio Zanotti - Matthew Zions | Aziatische Tour - Byeong-hun An - Jamie Arnold - Xiao-ma Chen - Jin-ho Choi - Nick Cullen - Shu Xing Dai - Le Jun Deng - Jae-woong Eom - Kim Felton - Cui-lin Gu - Ashley Hall - Chang-won Han - Craig Hancock - Shao-cai He - Ze-yu He - Michael Hendry - Rory Hie - Bi-o Kim - Dae-hyun Kim - Meen-whee Kim - Scott Laycock - Wen-chong Liang - Michael Long - Gareth Paddison - Terry Pilkadaris - Andre Stolz - Anthony Summers - Aaron Townsend - Chi-huang Tsai - Will Yanagisawa - Hao Yuan - Lian-wei Zhang - Xiong-yi Zhao - Guo-wu Zhou | Nationale spelers (in rangorde) - Xin-jun Zhang - Ashun Wu - Dong Su - Wei-huang Wu - Mu Hu - Wen-yi Huang - Wei Wei - Gui-ming Liao - Tian Yuan - Ming-jie Huang - Kang-chun Wu - Tai Fu Voormalige winnaars - Markus Brier (2007) - Damien McGrane (2008) - Scott Strange (2009) Invitaties - Jorge Campillo - Jian Hou - Oliver Wilson - Niclas Fasth Amateurs - Ze Shan Chuan Chen - Tian Lang Guan - Hao-tong Li - Yi Ming Zhang |

De jongste deelnemer die ooit op een toernooi van de Europese Tour speelde is de Chinese amateur Tian-lang Guan die donderdag 13 jaar en 177 dagen oud was. IN San Diego werd hij wereldkampioen in zijn leeftijdsgroep. Hij verkreeg zijn startbewijs door bij het kwalificatietoernooi via een play-off op de 4de plaats te eindigen. Hij miste de cut.